# Tonlésap (jezero)
Tonlésap (kambodžsky បឹងទន្លេសាប znamená Velké jezero) je jezero v provinciích Battambang, Kampong Thom, Pursat a Siem Reap v Kambodži. Tonlésap, které pozůstatkem mořského zálivu, je největším jezerem v jihovýchodní Asii na poloostrově Zadní Indie. Má rozlohu 2500 až 3000 km² (v létě až 10 000 km²). Hloubka jezera se mění od 1 až 2 m do 10 až 14 m.
Jezero Tonlésap s přilehlou oblastí bylo v roce 1997 zapsáno na seznam biosférických rezervací UNESCO.

## Pobřeží
Při nižší hladině v suchém období jsou odvodněné rozsáhlé roviny, na kterých se úrodný jíl využívá k pěstování rýže.

## Vodní režim
Je spojené s Mekongem řekou Tonlésap. Při vysokém stavu vody v Mekongu část jeho vody postupuje do jezera a se začátkem suchého období se voda vrací do Mekongu. Úroveň vodní hladiny značně kolísá. Nejvyšší je v období letních monsunů a nejnižší během suché zimní sezóny.

## Fauna a flóra
Jezero je bohaté na ryby (kaprovití).

## Osídlení pobřeží
Pobřeží je hustě osídleno. Charakteristické jsou stavby na pilotech. Poblíž severního břehu se nachází chrám Angkor Wat z 9. až 13. století.